# Гейер, Эдуард
Эдуард Гейер (нем. Eduard Heyer; 1819—1898) — немецкий учёный-лесовод и педагог; преподаватель Гиссенского университета.

## Биография
Родился в Gundernhausen  (нем.) (район Дармштадт-Дибург); был вторым ребёнком в семье лесничего Фридриха Гейера (1793—1856).
После окончания гимназию в Дармштадте, весной 1836 года поступил в Гисенский университет, где до 1840 года учился под руководством своего дяди, Карла Гейера. Осенью 1840 года сдал так называемый «факультетский» экзамен, затем — специальный экзамен, а в 1842 году — общий экзамен для получения диплома государственной лесной службы в Дармштадте. В течение семи лет он работал в различных лесных подразделениях и, наконец, 24 декабря 1847 года получил должность старшего лесничего в конторе главного лесничего в Нидер-Эшбахе (недалеко от Хомбурга); 29 апреля 1857 года был переведён в Гисен в том же качестве, а через несколько дней, 12 мая ему была предоставлена ещё и должность второго преподавателя курса лесного хозяйства в Гиссенском университете; с 3 июня 1857 года — доктор философии. Основное преподавание до 1868 года было возложено на его двоюродного брата Густава Гейера, после отъезда которого в Мюнден, объем преподавательской деятельности Эдуарда Гейера значительно увеличился.
После почти 16 лет преподавания он был назначен с 3 февраля 1873 года управляющим лесным хозяйством Райнхайма и после упразднения которого, остался администратором управления лесничества округа Дибург; 1 мая 1880 года он был назначен начальником управления лесного хозяйства в Лорше.
В отставку вышел в 1892 году, в возрасте 73 лет. Умер в Дармштадте 9 мая 1898 года.
Эдуард Гейер автор сочинений ряда сочинений:
- «Die Waldertrags-Regelungsverfahren der Herren Dr. C. Неуег und H. Karl nach ihren Principen geprüft und verglichen» (1846);
- «Beitrag zur näheren Würdigung des Flächenfachwerks» (1852);
- «Flächentheilung und Ertragsberechnungs-Formeln» (1859);
- «Em Beitrag zur Holzmassen-Ermittelung etc.» (1860);
- «Ueber die praktische Ausbildung der Forsteleven» (1860);
- «Anleitung zum Bau von Waldwegen, welche zum Forstproducten Transport auf der Axe dienen» (1864);
- «Ueber Messungen der Höhen sowie der Durchmesser der Bäume» (1870) и др.

Кроме того, очень много его научных статей было помещено в различных лесохозяйственных журналах.